# Старая Казмаска
Старая Казмаска — деревня в Завьяловском районе Удмуртии, входит в состав Казмасского сельского поселения. 

## География
Деревня находится на расстоянии 11 км к востоку от села Завьялово, административного центра района, и 22 км к юго-востоку от города Ижевск, столицы республики.

### Часовой пояс
Деревня Старая Казмаска, как и вся Удмуртия, находится в часовой зоне МСК+1. Смещение применяемого времени относительно UTC составляет +4:00.

## Население
| 2010 | 2012 |
| ---- | ---- |
| 87   | ↘76  |

## Известные уроженцы
- Павлов, Никифор Савельевич (1922—1995) — советский военнослужащий, младший сержант, Герой Советского Союза.